# 1,6-Diiodhexan
1,6-Diiodhexan ist eine chemische Verbindung. Ihre Struktur leitet sich vom Grundgerüst des Hexans ab und besitzt an beiden Kettenenden jeweils einen Iodsubstituenten.

## Gewinnung und Darstellung
Die Verbindung kann aus der Reaktion zwischen 1,6-Hexandiol, rotem Phosphor und elementarem Iod gewonnen werden.
Eine weitere Möglichkeit besteht in der Finkelstein-Reaktion von 1,6-Dibromhexan mit Natriumiodid.
{\displaystyle \mathrm {Br{-}(CH_{2})_{6}{-}Br\ +\ 2\ NaI\ \longrightarrow \ } } {\displaystyle \mathrm {I{-}(CH_{2})_{6}{-}I\ +\ 2\ NaBr} }

## Eigenschaften
1,6-Diiodhexan ist eine gelbliche Flüssigkeit, die bei 9–10 °C erstarrt und bei einem Druck von 13 hPa bei 141–142 °C siedet. Der Flammpunkt liegt bei 113 °C.

## Verwendung
Die Iodsubstituenten an den Enden der Alkylkette sind hervorragende Abgangsgruppen, weshalb 1,6-Diiodhexan durch Umsetzung mit Nukleophilen zur Synthese von 1,6-Hexanderivaten eingesetzt werden kann. So kann 1,6-Diiodhexan ebenso wie 1,6-Dibromhexan zur Synthese von Thiepan genutzt werden. Hierzu wird es mit Kaliumsulfid umgesetzt.
{\displaystyle \mathrm {I{-}(CH_{2})_{6}{-}I\ +\ K_{2}S\ \longrightarrow \ C_{6}H_{12}S\ +\ 2\ KI} }